# Valle Riviera
La Valle Riviera è una vallata dell'Arco Alpino nella sezione delle Alpi Lepontine nel Canton Ticino, Svizzera. È percorsa dal fiume Ticino.
A monte il Ticino forma la Val Leventina; a valle si trova il Piano di Magadino.

## Orografia
La valle scavata dal fiume Ticino inizia alla confluenza con l'affluente Brenno e termina alla confluenza con la Moesa. La sponda sinistra è costituita dalla catena montuosa che la separa dalla Valle Calanca ad est e dalla Val Pontirone a nord. Principali vette il Torrone Alto (2.948 m) a settentrione e il Pizzo di Claro (2.727 m) a meridione.
La sponda destra è formata dalla catena montuosa che la separa dalla Valle Verzasca a ovest e dalla Val d'Ambra a nord. Principali vette Poncione Rosso (2.505 m) a settentrione e Cima dell'Uomo (2.390 m) a meridione. Su entrambi i fianchi della valle si aprono profonde e abbastanza estese vallate laterali, di cui le più estese sono: la valle di Osogna (Osogna) sulla sponda sinistra e quella della valle di Lodrino (Lodrino) sulla sponda destra. Sulla sponda destra ci sono inoltre le valli laterali di Iragna e Moleno.
Il versante destro della vallata a sud di Preonzo in faccia a Claro è noto per la sua instabilità e la presenza della frana del Valegion.